# Cappella di Santa Maria (Gudia)
La cappella di Santa Maria, (maltese: Kappella ta' Santa Marija), è una cappella medievale ubicata in località Bir Miftuħ del centro abitato di Gudia, Malta.

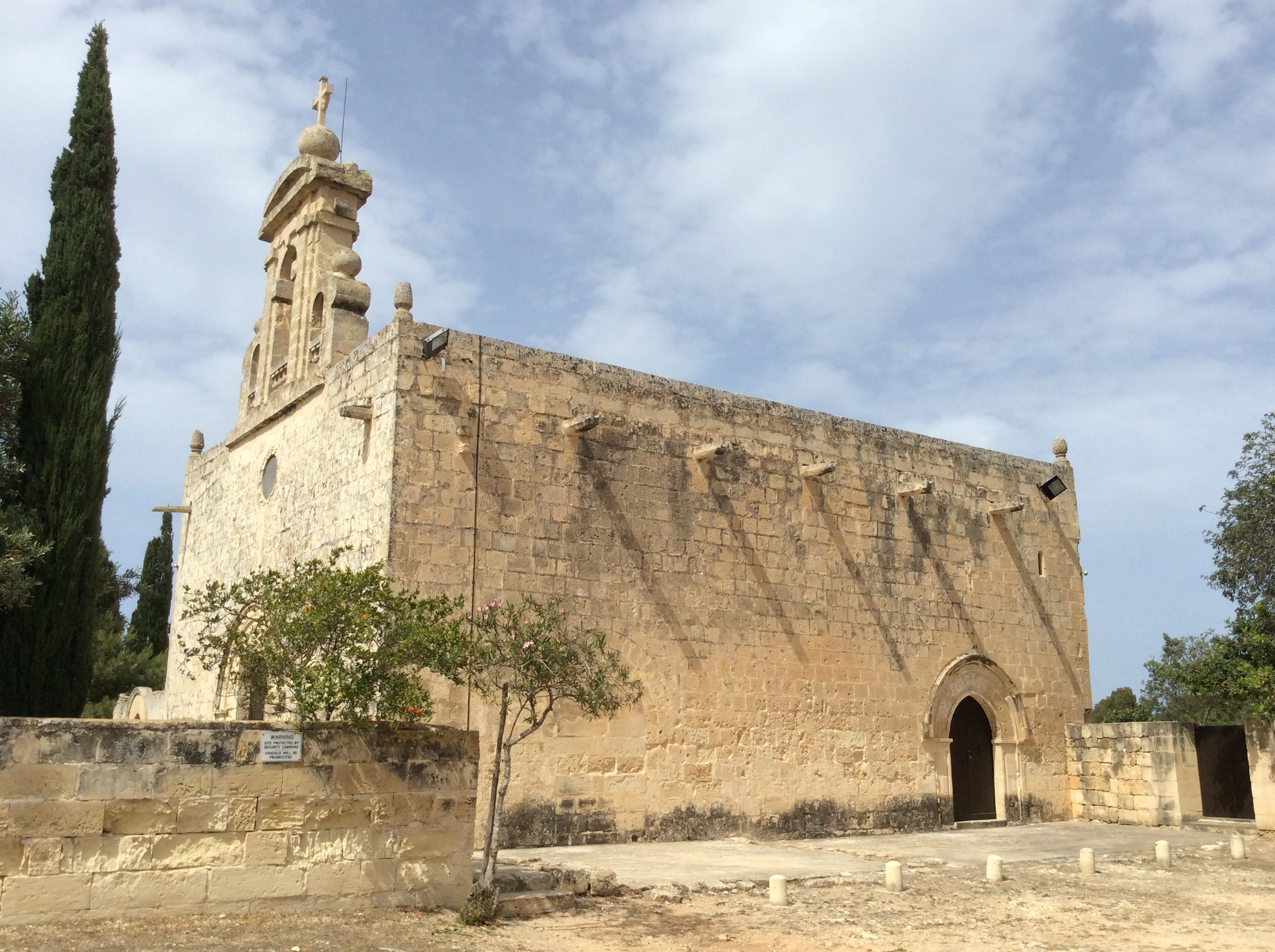
Esterno.

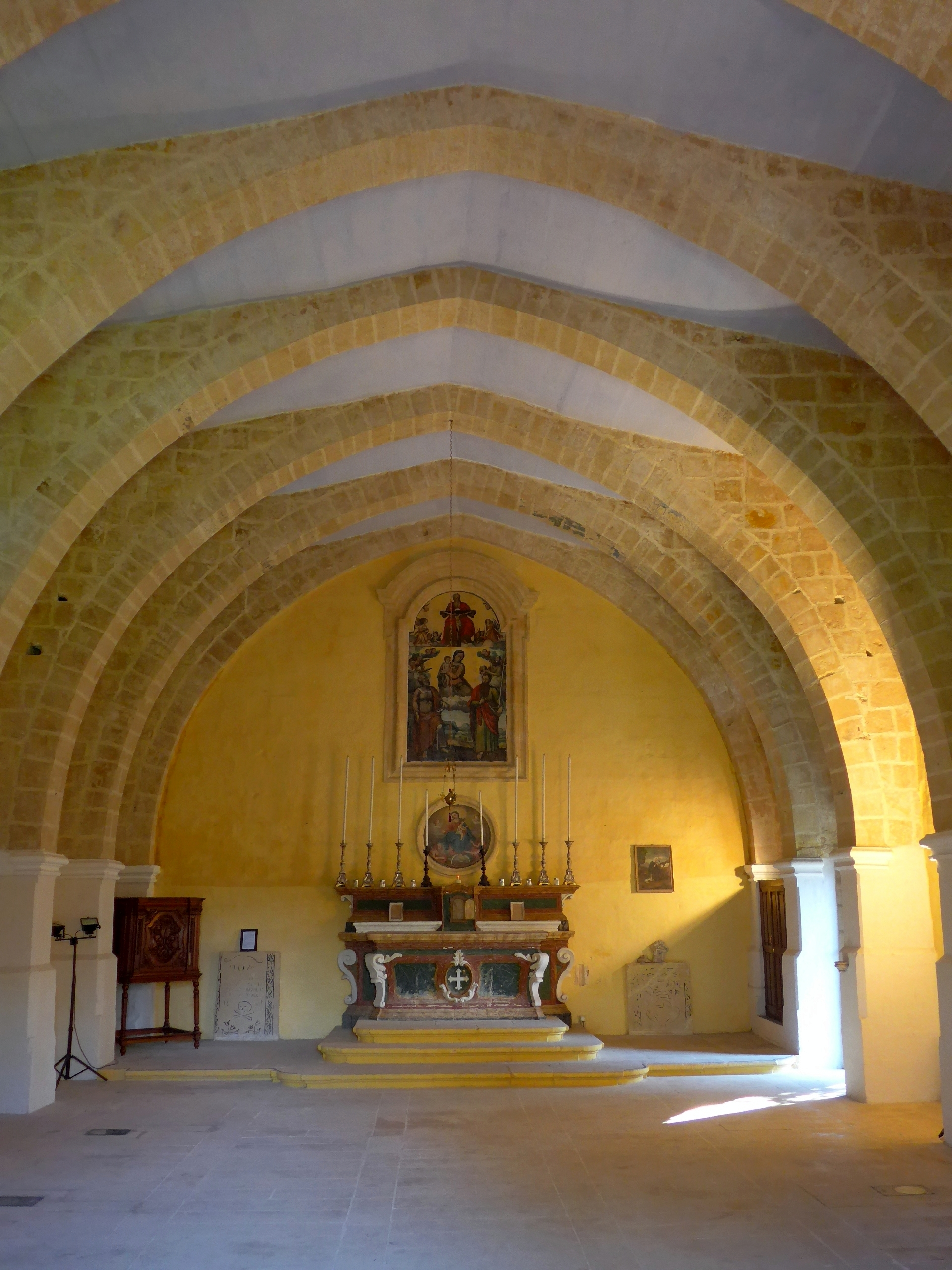
Interno.

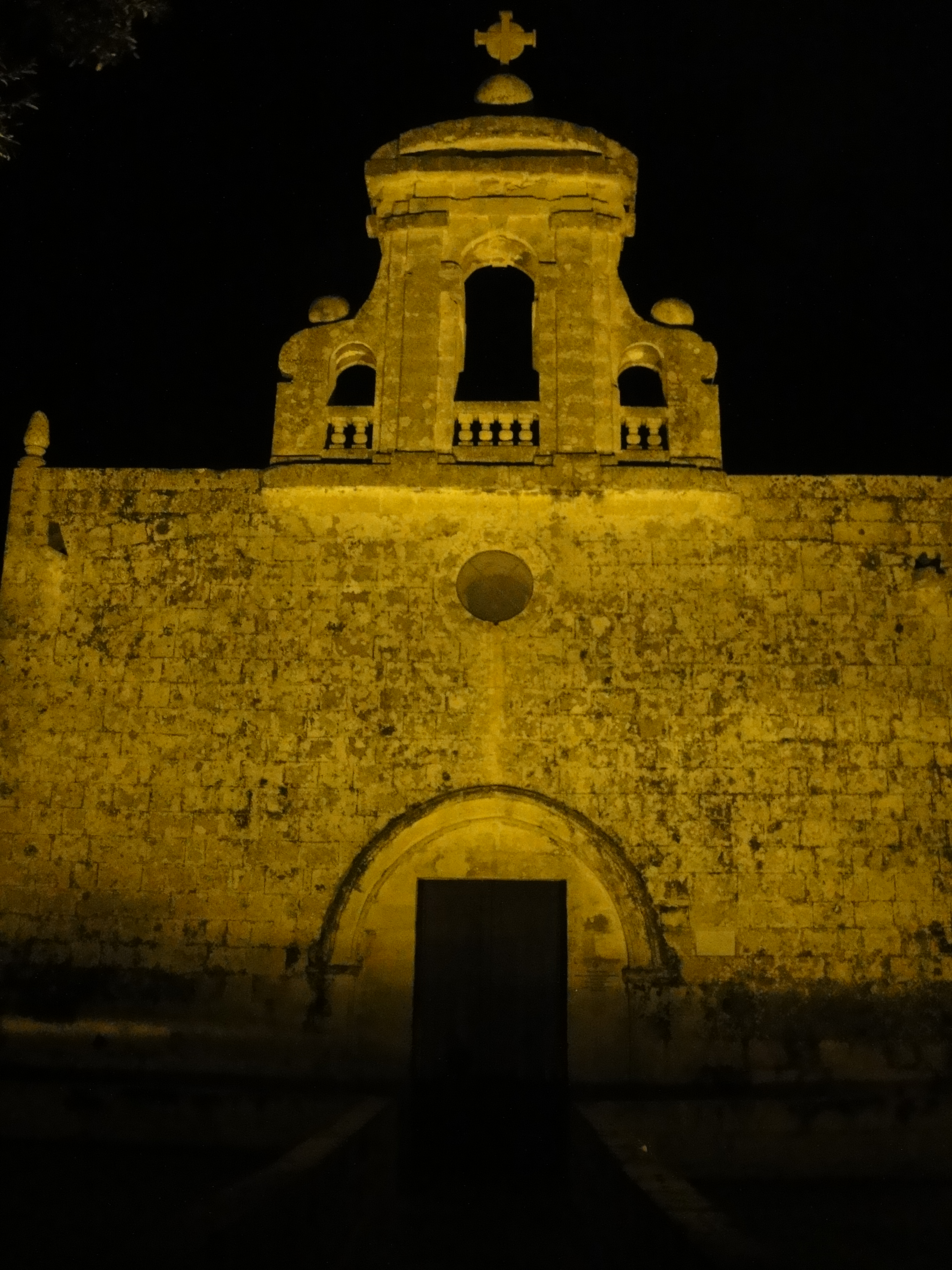
Notturno.

## Storia

### Epoca aragonese
La primitiva Cappella di Santa Maria fu costruita verosimilmente intorno al 1430.
Nel 1436 il luogo di culto fu menzionato come una delle 12 parrocchie esistenti dal vescovo Senatore De Mello Di Noto. La sua origine potrebbe essere anteriore, non si trovava nel centro del villaggio, come giurisdizione parrocchiale copriva principalmente le aree di Gudja, Kirkop, Safi, Mqabba, Tarxien, Luqa, Farruġ e Birże.

### Epoca spagnola
Nel 1512, la parte absidale della cappella fu demolita ed i conci e materiale di risulta furono utilizzati per la ricostruzione dell'attuale edificio. Il primitivo tempio presentava sei porte, al presente i varchi d'accesso sono solo due: uno ubicato sul prospetto principale, uno si apre sul fondo della parete destra. 
All'arrivo dei Cavalieri Ospitalieri di San Giovanni di Gerusalemme provenienti dalla sede di Rodi, fu nominato un capitano per difendere l'area di Bir Miftuħ. Nel 1565, durante il Grande Assedio, la chiesa fu profanata dagli invasori turchi. Allo scopo di preservare e custodire i tesori e gli arredi della chiesa dagli invasori - comprese le campane - la popolazione trasferì e seppellì tutti i corredi liturgici nelle tombe delle cripte della chiesa.
La chiesa fu visitata dal delegato apostolico monsignor Pietro Dusina nel 1575, che la trovò ben attrezzata per i servizi divini. Nel 1655, il popolo di Gudja decise di costruire una nuova chiesa nel centro del villaggio. Il luogo di culto ebbe funzioni di chiesa parrocchiale fino al 1676, anno in cui fu edificata e completata l'attuale e più capiente chiesa parrocchiale dedicata all'Assunzione della Vergine Maria. Il campanile fu aggiunto nel XVI secolo.
Tutto fu trasferito nella nuova chiesa dopo che fu costruita nel 1676.

### Epoca moderna
Nel 1830, la baronessa Bettina Muscat Cassia d'Aurel restaurò la chiesa.
Il 9 aprile 1942 il soffitto crollò a seguito di un'incursione ed i bombardamenti aerei durante la seconda guerra mondiale. Nell'immediato dopoguerra il tempio fu nuovamente restaurato dal parroco di Gudja. Il monumento fu abbandonato fino al 1970, quando fu ceduta alle cure del Din l-Art Ħelwa. L'istituzione, supportata e sponsorizzata dall'aeroporto internazionale, restaurò il tempio. Nel 1973 durante il restauro, sono stati scoperti gli affreschi sopra la porta d'ingresso. Le opere di ripristino hanno previsto la posa di un nuovo pavimento. I cicli di restauro hanno avuto fine nel 2004.

### Epoca attuale
La Din l-Art Ħelwa (National Trust of Malta) cura la promozione turistica del polo monumentale. La cappella è altrimenti inserita nelle liste della Sovrintendenza del Patrimonio Culturale delle Isole Maltesi o National Inventory of the Cultural Property of the Maltese Islands.

## Esterno
Facciata: il prospetto principale in conci, di forma rettangolare, presenta un grande portale inserito un arco gotico di stile chiaramontano, Il varco è sormontato in alto da un oculo. Alle estremità sono collocati due pinnacoli sagolati. Al centro si eleva la cella campanaria costituita da una coppia di monofore minori che delimita l'arcata centrale sormontata da rilievi aggettanti e timpano ad arco. Sulle volute ad arco sono collocate delle sfere ornamentali. Un terzo globo in pietra chiude l'architettura prospettica in alto reggendo la croce apicale.
La costruzione presenta altri due portali gotici: uno sulla parete in fondo all'altare, l'altro su un muretto di recinzione confinante,

## Interno
La cappella ha una pianta rettangolare che misura circa undici per quattordici metri, originariamente costruita a forma di croce greca.

### Abside
La pittura dell'altare risale al XVI secolo. Il dipinto su legno raffigura l'Eterno Padre mentre regge un crocifisso circondato da angeli. Sotto il Crocifisso vi è la Vergine Maria che tiene in braccio Gesù Bambino ritratta con San Pietro e San Paolo. L'altare è stato consacrato il 26 marzo 1591.

### Affreschi
Gli affreschi del XVI secolo furono scoperti tra il 1978 e il 1980, questi dipinti coprivano la parete interna occidentale erano coperti da sei strati di calce sovrapposti. Il tema è il Giudizio Universale comprendente tre livelli di figure. 
In basso, nel livello inferiore è raffigurata la Cacciata di Adamo ed Eva dal Giardino dell'Eden. Sulla parete nord, c'è una figura di donna abbigliata con un costume tipico del XVI secolo, ritratta mentre tiene un giglio con una mano e con l'altra indica il dipinto dell'altare maggiore. 
A livello intermedio sono raffigurati i condannati nel fuoco dell'inferno ritratti in mezzo a demoni con corna, code e piedi palmati. Sul lato sinistro, si scorge l'ala di un angelo e la parte posteriore di uno dei fedeli attirato verso Dio e la Vergine Maria. 
In alto sono raffigurati gli Apostoli e Maria con Cristo al centro. Appena sotto questo livello è raffigurata una folta teoria di Santi e Sante. Tra essi, - in mezzo a una Vergine e Martire, forse Santa Lucia o Sant'Agata e San Domenico di Guzmán - per elementi iconografici si riconosce Sant'Angelo di Gerusalemme, il santo patrono della provincia carmelitana della Sicilia mediterranea, la cui introduzione del culto ha comportato la denominazione topografica di molte località e poli monumentali delle isole maltesi.
Gli affreschi furono restaurati da George Farrugia, supportato e coadiuvato dall'Istituto centrale per il restauro di Roma e dall'International Institute for Conservation of Historic and Artistic Works.